# Острова Раевского
Острова́ Рае́вского (фр. Îles Raevski) — группа островов в архипелаге Туамоту (Французская Полинезия).

## География
Включает в себя 3 атоллов:
| № | Остров       | Площадь, км² | Площадь лагуны, км² | Население, чел. (2007) | Плотность, чел./км² | Координаты                 |
| - | ------------ | ------------ | ------------------- | ---------------------- | ------------------- | -------------------------- |
| 1 | Хити         | 3            | 15                  | необитаем              | —                   | 16°44′ ю. ш. 144°06′ з. д. |
| 2 | Южный Тепото | 0,6          | 2,5                 | необитаем              | —                   | 16°49′ ю. ш. 144°17′ з. д. |
| 3 | Туанаке      | 6            | 26                  | необитаем              | —                   | 16°39′ ю. ш. 144°13′ з. д. |

## История
Атоллы Туанаке и Хити были открыты русским путешественником Ф. Ф. Беллинсгаузеном в 1820 году и названы им в честь героя Отечественной войны генерала Н. Н. Раевского. Атолл Южный Тепото был открыт французским путешественником Луи Антуаном де Бугенвилем в 1768 году.